# Gouvernement Kostov (Macédoine)
Pour les articles homonymes, voir Gouvernement Kostov.
République de Macédoine
Crvenkovski III Bučkovski
Le gouvernement Kostov (en macédonien : Влада на Костов) est le gouvernement de la république de Macédoine entre le 2 juin et le 17 décembre 2004, durant la quatrième législature de l'Assemblée.

## Mandat
Dirigé par le nouveau président du gouvernement social-démocrate Hari Kostov, précédemment ministre de l'Intérieur, ce gouvernement est constitué et soutenu par une coalition de centre gauche entre l'Union social-démocrate de Macédoine (SDSM), l'Union démocratique pour l'intégration (BDI/DUI) et le Parti libéral-démocrate (LDP). Ensemble, ils disposent de 76 députés sur 120, soit 63,3 % des sièges de l'Assemblée.
Il est formé à la suite de la démission de Branko Crvenkovski, au pouvoir depuis novembre 2002.
Il succède donc au gouvernement Crvenkovski III, constitué et soutenu par une coalition identique.
Le 28 avril 2004, le président du gouvernement Branko Crvenkovski est élu président de la République avec plus de 60 % des voix et renonce en conséquence à assumer la direction du cabinet, dont la vice-présidente Radmila Šekerinska prend l'intérim. La SDSM choisit deux semaines plus tard, le ministre de l'Intérieur Hari Kostov, indépendant des partis, comme successeur de Crvenkovski. Ce dernier le désigne président du gouvernement le 31 mai et l'Assemblée vote la confiance par 68 voix pour et 12 voix contre le 2 mai.
Moins de six mois après la prise de fonction du cabinet, Kostov annonce le 15 novembre 2004 qu'il a l'intention de remettre sa démission, se justifiant par des tensions ethniques au sein de son équipe qui l'empêchent de se concentrer sur d'autres sujets. Ce départ est approuvé par les députés le 18 novembre et Šekerinska reprend l'intérim de la direction de l'exécutif. Le chef de l'État confie le 26 novembre au ministre de la Défense Vlado Bučkovski le soin de constituer un nouveau cabinet. Celui-ci y étant parvenu, le gouvernement Bučkovski entre en fonction le 17 décembre.

## Composition
- Les nouveaux ministres sont indiqués en gras, ceux ayant changé d'attributions en italique.

| Poste                                                               | Titulaire | Titulaire               | Parti   |
| ------------------------------------------------------------------- | --------- | ----------------------- | ------- |
| Président du gouvernement                                           |           | Hari Kostov             | Sans    |
| Vice-présidente du gouvernement Chargée de l'Intégration européenne |           | Radmila Šekerinska      | SDSM    |
| Vice-président du gouvernement Chargé du Système politique          |           | Mussa Xhaferi           | DUI/BDI |
| Ministre de la Défense                                              |           | Vlado Bučkovski         | SDSM    |
| Ministre des Affaires étrangères                                    |           | Ilinka Mitreva          | SDSM    |
| Ministre de l'Intérieur                                             |           | Ciljan Avramovski       | SDSM    |
| Ministre des Finances                                               |           | Nikola Popovski         | SDSM    |
| Ministre de l'Économie                                              |           | Stevčo Jakimovski       | SDSM    |
| Ministre de la Justice                                              |           | Ixhet Memeti            | DUI/BDI |
| Ministre des Transports et des Communications                       |           | Agron Bixhaku           | DUI/BDI |
| Ministre de la Santé                                                |           | Rexhep Selmani          | DUI/BDI |
| Ministre des Affaires locales                                       |           | Aleksandar Gueštakovski | SDSM    |
| Ministre du Travail et de la Politique sociale                      |           | Jovan Manassievski      | LDP     |
| Ministre de l'Éducation et de la Science                            |           | Azis Položani           | DUI/BDI |
| Ministre de l'Agriculture, des Forêts et des Eaux                   |           | Slavko Petrov           | LDP     |
| Ministre de la Culture                                              |           | Blagoja Stefanovski     | SDSM    |
| Ministre de l'Environnement et de l'Aménagement du territoire       |           | Ljubomir Janev          | SDSM    |